# Matouš Béňa
Matouš Béňa (1. října 1861 Brodek u Přerova – 18. března 1944 Olomouc) byl český (moravský) spisovatel.

## Život
Pokřtěn byl jako Matheus Benia. Narodil se v rodině rolníka (půlláníka) Františka Beni (1851–??) a jeho manželky Antonie, rozené Bartoníkové. (V početné rodině byli při sčítání obyvatel v roce 1880 zaznamenáni rodiče, prarodiče a pět dětí. Matouš Béňa zde byl uveden jako „učitel dětí“.)
Vystudoval učitelský ústav v Příboře a v roce 1881 se stal učitelem ve Velké nad Veličkou. Dále byl ředitelem školy v Suchově, kde okolo sebe soustředil skupinu kulturních nadšenců nazývanou Súchovská republika. Členem této společnosti byl i malíř Joža Úprka či spisovatel Otakar Bystřina.
V roce 1888 odešel do Blatničky. (Během Béňova působení v Blatničce byl zaznamenán i jeho zájem o archeologii. Vlasteneckému spolku musejnímu v Olomouci věnoval dvě pravěké kamenné sekyry, lidově nazývané „hromové kameny“, které lidé uchovávali v domácnostech.) Zde se oženil, ale ze dvou dcer jedna zemřela a po pětiletém manželství zemřela i jeho žena. Oženil se podruhé, ale toto manželství se brzy rozpadlo.
Poté, co prodal svůj majetek, odjel Matouš Béňa do Petrohradu. V době pobytu v Rusku (v roce 1898) obdržel od Svatoboru stipendium 150 zlatých na cestování po Rusku. O prvních dojmech z Ruska zveřejnil článek v dubnovém čísle roku 1898 časopisu Květy. Po návratu z Ruska učil v Kunčicích pod Ondřejníkem a od roku 1901 v Ostravici. Po neshodách se školskými úřady byl předčasně penzionován a s dcerou odešel do Vídně, kde setrval delší dobu, na Moravu se vrátil před 1. světovou válkou.
Po vzniku Československa se odstěhoval k dceři do Skalice, kde krátce učil na gymnáziu. Žil též v Javorníku, Strážnici a Luhačovicích. Závěr života prožil u dcery v Olomouci.

## Dílo
Inspirací pro Béňovo dílo bylo Slovácko, ať už popisoval své zážitky z učitelování, nebo místní život; část díla věnoval historii Slovácka.

### Noviny a časopisy
Přispíval do řady deníků a časopisů – odborně do Časopisu Vlasteneckého spolku musejního v Olomouci, beletristicky např. do Zlaté Prahy a jiných.

### Knižní vydání
- Z tichých vesniček (řada drobnokreseb; Hranice, Prokop Zapletal, 1897. Zobrazení exemplářů s možností jejich objednání)
- Ze slovácké vísky (humoristický obrázek ze školy; Praha, nákladem vlastním 1911 a B. Kočí 1918)
- Děti Slovácka – velké i malé (v Olomouci, R. Promberger, 1915)
- Jano Šibenec, kurucký komandýr (historické črty; Olomouc, R. Promberger, 1917)
- Skon upíra (dva příběhy; Pacov, Přemysl Plaček, 1919)
- Zbojníci (historické drama z dob kuruckých ve IV jednáních; Uherská Skalica, J. Teslík 1920)
- Cikáni (v Praze, B. Kočí, 1923)
- Žalostiny (historické povídky a črty z bouřlivých dob jižní Moravy; Praha, B. Kočí, 1923)

### Překlady
- Zběh (námořnická povídka, autor Konstantin Michajlovič Stanjukovič; v Praze, J. Otto, 1898)